# Tế bào xương

Cấu trúc mặt cắt ngang của xương chân (đã bỏ phần khoáng) với độ phóng đại 250 lần.

Tế bào xương (osteocyte) hay cốt bào, một loại tế bào hình ngôi sao, là tế bào được tìm thấy phổ biến nhất trong các mô xương trưởng thành, và có thể tồn tại với tuổi thọ bằng chính cơ thể. Cơ thể người trưởng thành có khoảng 42 tỷ tế bào xương. Tế bào xương có thời gian bán hủy trung bình là 25 năm, chúng không phân chia và chúng có nguồn gốc từ các tiền tạo cốt bào, một số trong đó biệt hóa với các nguyên bào xương hoạt động. Nguyên bào xương/tế bào xương phát triển trong mô giữa.
Ở xương trưởng thành, các tế bào xương và các phần phụ của chúng có ở bên trong các khoảng không được gọi là lacunae (tiếng Latinh có nghĩa là "hố") và canaliculi, theo thứ tự tương ứng. Khi các nguyên bào xương bị mắc kẹt trong chất nền mà chúng tiết ra, chúng trở thành tế bào xương. Tế bào xương được nối với nhau thông qua các phần mở rộng tế bào chất dài tại các kênh nhỏ gọi là canaliculi, được sử dụng để trao đổi chất dinh dưỡng và chất thải thông qua các mối nối tế bào hở.
Mặc dù tế bào xương đã giảm hoạt động tổng hợp và (như nguyên bào xương) không có khả năng phân chia, chúng tích cực tham gia vào việc tái tạo thường xuyên của chất nền xương, thông qua các cơ chế khác nhau. Chúng phá hủy xương thông qua một cơ chế nhanh chóng (liên quan đến tế bào hủy xương) được gọi là hủy xương. Hydroxyapatite, calcium cacbonat và calcium phosphate được lắng đọng quanh tế bào.

## Cấu trúc xương

Hình ảnh cấu trúc xương chuột

Tế bào xương có hình sao, dài khoảng 7 micromet và rộng khoảng 15 micromet. Thân tế bào có thể có kích thước từ 5-20 micromet đường kính và chứa 40-60 phần mở rộng cho mỗi tế bào, với khoảng cách giữa tế bào với nhau là khoảng 20-30 micromet. Một tế bào xương trưởng thành chỉ có một nhân duy nhất nằm về phía mạch máu và có một hoặc hai nhân con cùng một màng tế bào. Tế bào cũng có một mạng lưới nội chất với kích thước nhỏ hơn bình thường, bộ máy Golgi và ti thể, và các quá trình tế bào tạo nên chất nền khoáng hóa. Các tế bào xương cũng kết nối tạo thành một mạng lưới rộng lớn qua các phần mở rộng tế bào chất hay các nhánh nhỏ gọi là canaliculi.